# تشارلز باتون
تشارلز باتون (بالإنجليزية: Charles Paton)‏ هو ممثل بريطاني (وحمل سابقاً جنسية المملكة المتحدة لبريطانيا العظمى وأيرلندا)، ولد في 31 يوليو 1874 بلندن في المملكة المتحدة، وتوفي في 10 أبريل 1970 بسبب نوبة قلبية.

## وصلات خارجية
- تشارلز باتون على موقع IMDb (الإنجليزية)
- تشارلز باتون على موقع قاعدة بيانات الفيلم (الإنجليزية)